# 两路乡 (天全县)
两路乡，是中华人民共和国四川省雅安市天全县曾经下辖的一个乡。2019年12月，撤销紫石乡和两路乡，设立喇叭河镇，以原紫石乡紫石关村1至6组，新地头村、小仁烟村、大仁烟村和原两路乡所属行政区域为喇叭河镇的行政区域。

## 行政区划
两路乡撤销前下辖以下地区：
新沟村、两路口村、长河坝村和水獭坪村。